# Digora
Digorá (in russo Дигорá?; in osseto Дигорæ?, Digoræ) è una città della Russia europea meridionale, situata nella Ossezia Settentrionale-Alania; dipende amministrativamente dal rajon Digorskij, del quale è il capoluogo.
Sorge lungo il fiume Ursdon, nel bassopiano dell'Ossezia, 49 chilometri a nordovest della capitale Vladikavkaz.